# 亞歷山大體育場
亞歷山大體育場是一座位於英格蘭伯明罕佩里巴爾佩里公園裡的國際田徑體育場。它曾舉辦過業餘田徑協會錦標賽，並且是1998年世界殘疾人田徑錦標賽的舉辦地。1998年英格蘭君主有一場比賽在此舉行，有8,000名觀眾。它經常舉辦英國學校田徑錦標賽，每隔幾年與蓋茨黑德交替舉辦。2019年將是ESAA錦標賽在那裡舉行的最後一年，因為它為2022年大英國協運動會將進行拆除重建。

## 外部連結
- 體育場在伯明罕市政府的頁面 （页面存档备份，存于）
- Runtrackdir.com （页面存档备份，存于）